# Владимировский сельсовет (Левокумский район)
Владимировский сельсовет — упразднённое сельское поселение в Левокумском районе Ставропольского края Российской Федерации.
Административный центр — село Владимировка.

## История
Статус и границы сельского поселения установлены Законом Ставропольского края от 4 октября 2004 год № 88-КЗ «О наделении муниципальных образований Ставропольского края статусом городского, сельского поселения, городского округа, муниципального района».
С 16 марта 2020 года, в соответствии с Законом Ставропольского края от 31 января 2020 г. № 10-кз, все муниципальные образования Левокумского муниципального района были преобразованы путём их объединения в единое муниципальное образование Левокумский муниципальный округ.

## Население
| 1989  | 2002  | 2010  | 2011  | 2012  | 2013  | 2014  | 2015  | 2016  |
| ----- | ----- | ----- | ----- | ----- | ----- | ----- | ----- | ----- |
| 2509  | ↗2720 | ↘2552 | ↘2547 | ↘2510 | ↘2483 | ↗2485 | ↘2482 | ↘2444 |
| 2017  | 2018  | 2019  | 2020  |       |       |       |       |       |
| ↗2474 | ↘2447 | ↘2431 | ↘2417 |       |       |       |       |       |

### Национальный состав
По итогам переписи населения 2010 года проживали следующие национальности (национальности менее 1 %, см. в сноске к строке "Другие"):
| Национальность | Численность | Процент |
| -------------- | ----------- | ------- |
| Русские        | 1532        | 60,03   |
| Даргинцы       | 775         | 30,37   |
| Корейцы        | 84          | 3,29    |
| Другие         | 161         | 6,31    |
| Итого          | 2552        | 100,00  |

## Состав сельского поселения
| № | Населённый пункт | Тип населённого пункта       | Население |
| - | ---------------- | ---------------------------- | --------- |
| 1 | Владимировка     | село, административный центр | ↘2219     |
| 2 | Степной          | посёлок                      | ↘84       |